# Niederfrohna
Niederfrohna é um município da Alemanha, situado no distrito de Zwickau, no estado da Saxônia. Tem 10,10 km² de área, e sua população em 2019 foi estimada em 2.236 habitantes.